# Новачела (Болцано)
Новачела је насеље у Италији у округу Болцано, региону Трентино-Јужни Тирол.
Према процени из 2011. у насељу је живело 548 становника. Насеље се налази на надморској висини од 593 м.